# Woke

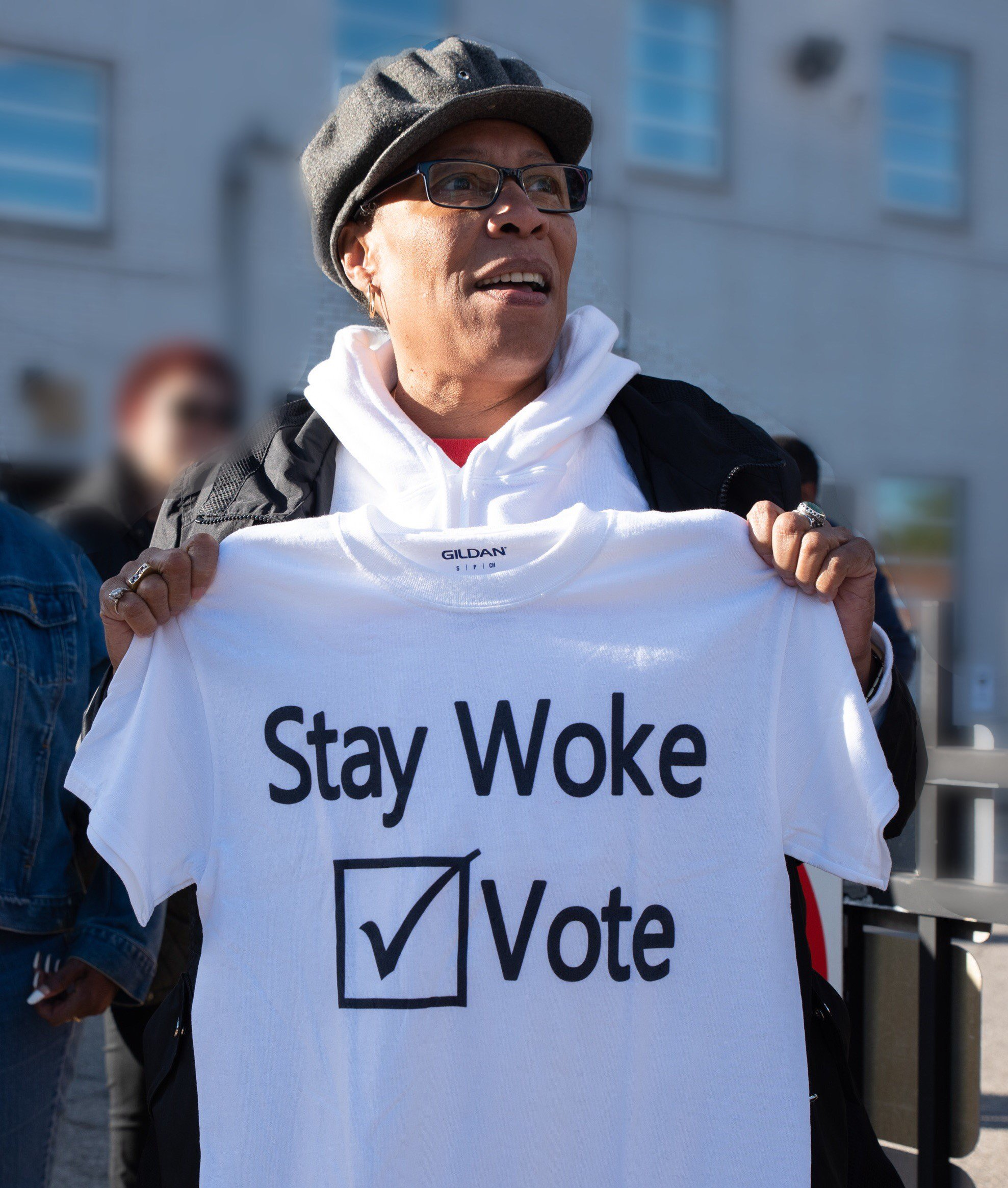
L'excongressista estatunidenca Marcia Fudge sostenint una samarreta que deia «Stay Woke: Vote» el 2018

Woke («despert» en anglès) és un adjectiu derivat de l'anglès vernacular afroamericà (AAVE) que originalment significava «alerta als prejudicis i la discriminació racials».
A partir de la dècada del 2010, es va utilitzar com a argot per arribar a abastar una consciència més àmplia de les desigualtats socials com la injustícia racial, el sexisme i la negació dels drets LGBT. «Woke» també s'ha utilitzat com a abreviatura d'algunes idees de l'esquerra estatunidenca que impliquen polítiques d'identitat i justícia social, com ara el privilegi blanc i les reparacions per l'esclavitud als Estats Units d'Amèrica.
La frase «stay woke» és present a l'AAVE des de la dècada del 1930. En alguns contextos, es referia a una consciència dels problemes socials i polítics que afecten els afroamericans. La frase va ser pronunciada en enregistraments de mitjans del segle xx per Lead Belly i, després del 2000, per Erykah Badu.
El terme «woke» va guanyar més popularitat als anys 2010. Amb el temps, es va connectar cada cop més amb qüestions més enllà de la raça, com ara el gènere i les identitats percebudes com a marginades. Durant les protestes de Ferguson de 2014, la frase va ser popularitzada pels activistes de Black Lives Matter (BLM) que buscaven conscienciar sobre els tirotejos policials d'afroamericans. Després que el terme s'utilitzès a Black Twitter, els blancs feien servir cada cop més «woke», que sovint l'utilitzaven per indicar el seu suport a BLM; alguns comentaristes van criticar aquest ús com a apropiació cultural. El terme es va fer popular entre els mil·lenals i els membres de la Generació Z. A mesura que el seu ús es va estendre internacionalment, el 2017 es va afegir «woke» a l'Oxford English Dictionary.
L'any 2020, molts de la dreta política i alguns del centre de diversos països occidentals van començar a utilitzar el terme sarcàsticament com a pejoratiu per a diversos moviments i ideologies d'esquerres i progressistes. Al seu torn, alguns comentaristes van arribar a considerar «woke» un terme ofensiu que menysprea les persones que promouen idees progressistes relacionades amb la identitat i la raça. Des d'aleshores, s'han encunyat termes derivats com ara «woke-washing» (rentat despert) i «woke capitalism» (capitalisme despert) per descriure la conducta de persones o entitats que indiquen suport a causes progressistes en lloc de treballar cap a un canvi genuí, també anomenat «activisme performatiu».

## Origen i ús
| « | Wake Up Ethiopia! Wake up Africa! Let us work towards the one glorious end of a free, redeemed and mighty nation. | » |
| — Marcus Garvey, Philosophy and Opinions (1923); [Garvey, Garvey 1986, p. 5], [Cauley 2019], [Romano 2020] | |   |

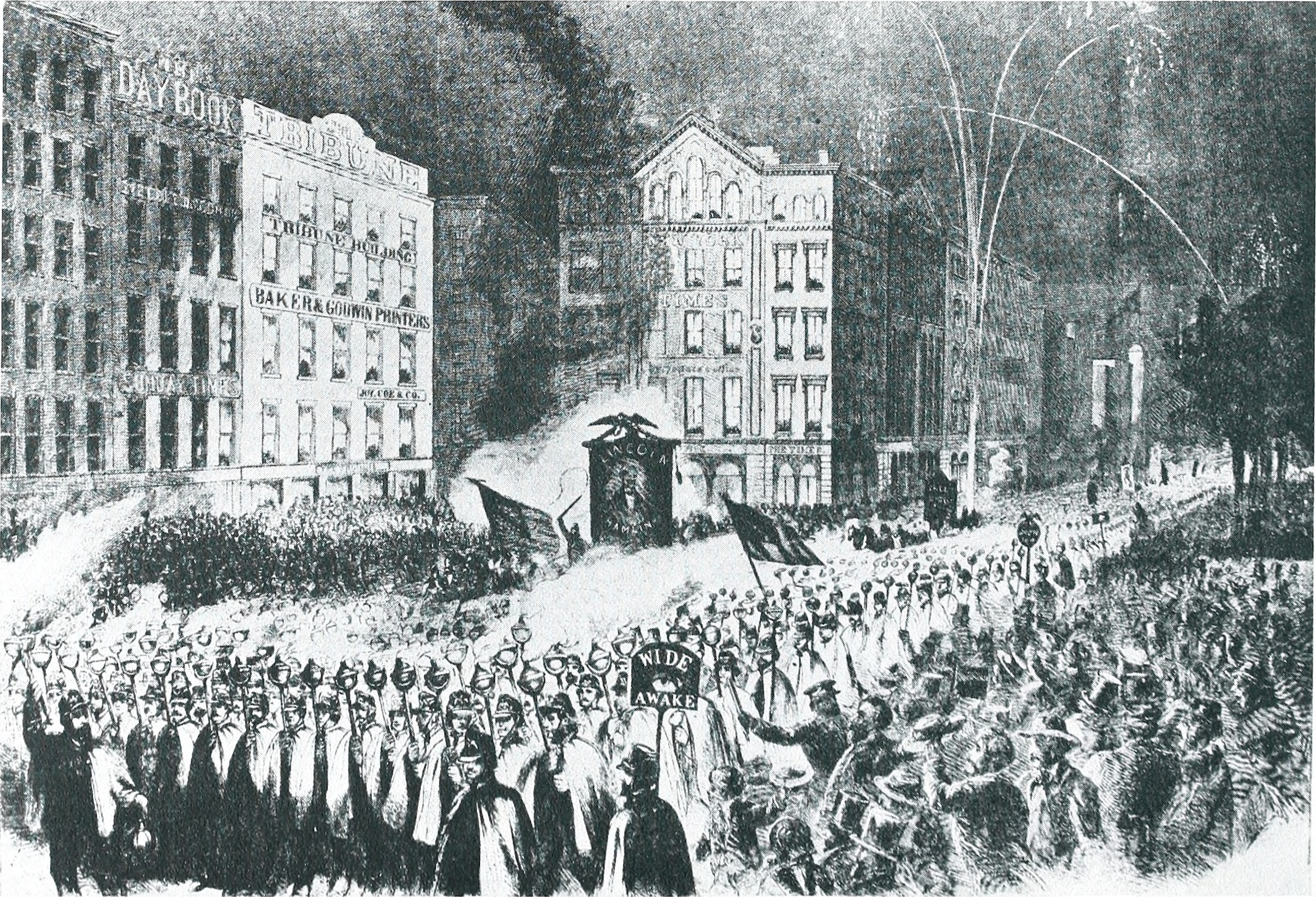
Una desfilada de Wide Awakes al Baix Manhattan, una d'una sèrie de manifestacions polítiques celebrades a Nova York, Filadèlfia, Chicago, Cleveland i Boston durant la primera setmana d'octubre de 1860.

En algunes varietats de l'anglès afroamericà (AAE), s'utilitza «woke» en lloc de «woken», la forma habitual de participi passat de «wake». Això ha portat a l'ús de «woke» com a adjectiu equivalent a «wake» (despert), que s'ha convertit en el corrent principal als Estats Units d'Amèrica.
Tot i que no se sap quan es va utilitzar per primera vegada la paraula «awake» (estar despert) com a metàfora del compromís polític i l'activisme, un dels primers exemples als Estats Units d'Amèrica va ser l'organització juvenil paramilitar Wide Awakes, que es va formar a Hartford, Connecticut, el 1860 per donar suport al candidat republicà a les eleccions presidencials de 1860, Abraham Lincoln.
Els capítols locals del grup es van estendre ràpidament per les ciutats del nord durant els mesos següents i «va desencadenar un entusiasme popular massiu» al voltant de les eleccions. La militància política del grup també va alarmar a molts del sud, que van veure en el Wide Awakes la confirmació dels seus temors a l'agressió política del nord i republicana. El suport entre els Wide Awakes per a l'abolició, així com la participació d'un nombre d'homes negres en una desfilada de Wide Awakes a Massachusetts, probablement van contribuir a aquesta ansietat.

### Seglexx

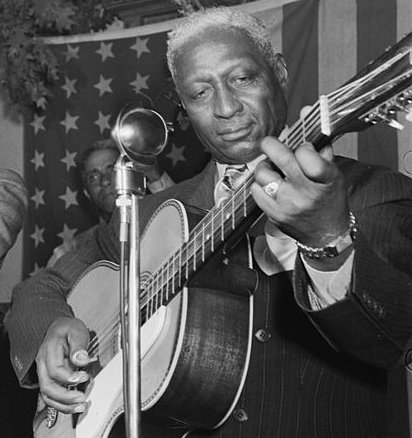
El cantautor folk Lead Belly va utilitzar la frase «stay woke» en una gravació de la seva cançó Scottsboro Boys

Un dels primers usos de la idea de «wokeness» (despertar) com a concepte per a la consciència política negra va venir del filòsof i activista social jamaicà Marcus Garvey, que va escriure el 1923: «Wake up Ethiopia! Wake up Africa!» (Desperta Etiòpia! Desperta l'Àfrica!).
Una col·lecció de 1923 d'aforismes, idees i altres escrits de Garvey també adopta aquesta metàfora en l'epigrama següent: «Wake up Ethiopia! Wake up Africa! Let us work towards the one glorious end of a free, redeemed and mighty nation. Let Africa be a bright star among the constellation of nations» (Desperta Etiòpia! Desperta l'Àfrica! Treballem cap a l'únic fi gloriós d'una nació lliure, redimida i poderosa. Que Àfrica sigui una estrella brillant entre la constel·lació de nacions).
El cantautor folk afroamericà Huddie Ledbetter, també conegut com Lead Belly, va utilitzar la frase «stay woke» (mantenir-se despert) com a part d'un epíleg pronunciat a una gravació de 1938 de la seva cançó Scottsboro Boys, que explica falsament la història de nou adolescents i joves negres acusats de violar dues dones blanques a Alabama l'any 1931. A l'enregistrament, Lead Belly diu que es va reunir amb l'advocat de l'acusat i els mateixos joves, i «Aconsello a tothom que tingueu una mica de compte quan passeu per allí (Scottsboro), millor mantenir-se despert, mantenir els ulls oberts». Aja Romano escriu a Vox que aquest ús reflecteix «la necessitat dels negres estatunidencs de ser conscients de les amenaces per motius racials i dels perills potencials de l'Amèrica blanca».
A mitjans del segle xx, «woke» havia passat a significar «ben informat» o «conscient» (aware), especialment en un sentit polític o cultural. L'Oxford English Dictionary remunta l'ús més antic d'aquest tipus a un article de la revista New York Times de 1962 titulat «If You're Woke You Dig It» del novel·lista afroamericà William Melvin Kelley, que descriu l'apropiació de l'argot negre per part dels beatniks blancs.
Woke havia adquirit més connotacions polítiques el 1971 quan l'obra Garvey Lives! de Barry Beckham va incloure la frase: «He estat dormint tota la vida. I ara que el senyor Garvey em va despertar, em quedaré despert. I l'ajudaré a despertar altres negres».

### 2008-2014: Etiqueta#Staywoke

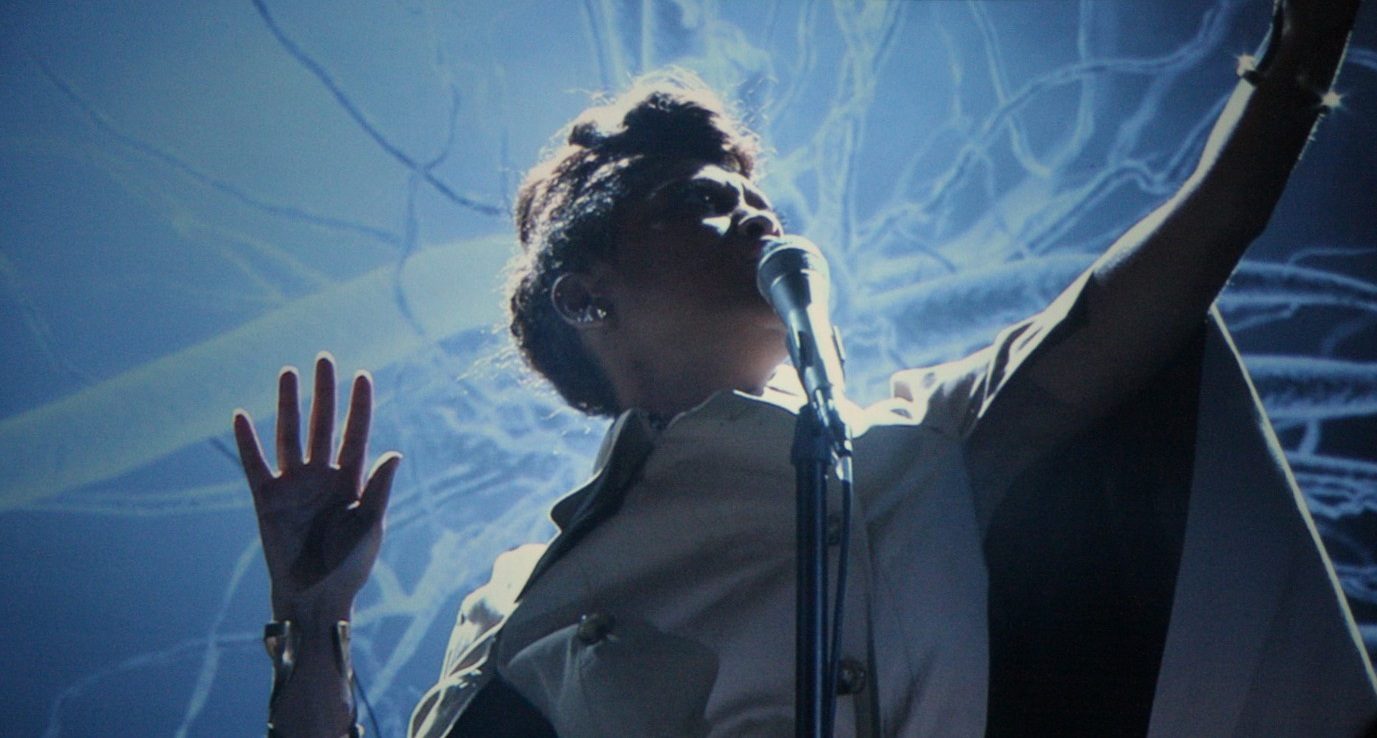
«Master Teacher», una cançó del 2008 de la cantant estatunidenca Erykah Badu (a la foto del 2012) incloïa el terme «stay woke»

A finals de la dècada del 2000 i principis de la dècada del 2010, «woke» s'utilitzava com a terme per a la vigília literal o com a argot per a les sospites d'infidelitat. Aquest darrer significat es va utilitzar a la cançó «Redbone» del 2016 del cantant Childish Gambino. A la primera dècada del segle xxi, l'ús de woke abastava el significat anterior amb un sentit afegit d'estar «alerta a la discriminació i la injustícia social i/o racial».
Aquest ús va ser popularitzat per la cançó de 2008 de la cantant de soul Erykah Badu «Master Teacher», a través de la tornada de la cançó, «I stay woke». Merriam-Webster defineix l'expressió «stay woke» a la cançó de Badu com a significat, «conscient de si mateix, qüestionant el paradigma dominant i lluitant per alguna cosa millor»; i, encara que dins del context de la cançó, encara no tenia una connexió específica amb els problemes de justícia, Merriam-Webster atribueix l'ús de la frase a la cançó amb la seva connexió posterior amb aquests problemes.
La compositora Georgia Anne Muldrow, que va compondre «Master Teacher» l'any 2005, va dir a l'editor de notícies i cultura d'Okayplayer Elijah Watson que mentre estudiava jazz a la Universitat de Nova York, va aprendre la invocació Stay woke del saxofonista alt de Harlem Lakecia Benjamin, que va utilitzar l'expressió en el sentit d'intentar «estar despert» a causa del cansament o l'avorriment, «parlant de com estava intentant mantenir-se despert, com literalment no desmaiar-se». En homenatge, Muldrow va escriure stay woke amb un retolador en una samarreta, que amb el temps es va convertir en suggeridor de participar en el procés de recerca d'ella mateixa (a diferència, per exemple, de la productivitat només personal).
Segons The Economist, a mesura que el terme «woke» i l'etiqueta #Staywoke va començar a estendre's en línia, el terme «va començar a significar una visió progressista sobre una sèrie de temes, així com sobre la raça».
En una piulada que esmentava el grup de rock feminista rus Pussy Riot, les membres del qual havien estat empresonades el 2012, Badu va escriure: «La veritat no requereix creença. Desperta't. Mira amb atenció. #FreePussyRiot». Això ha estat citat per Know Your Meme com un dels primers exemples de l'etiqueta #Staywoke.

### 2014-2015: Black Lives Matter
Després del tiroteig de Michael Brown l'any 2014, els activistes del moviment Black Lives Matter (BLM) van utilitzar la frase «stay woke» per instar a conscienciar sobre els abusos policials. El documental de BET, Stay Woke: The Black Lives Matter Movement, que va cobrir el moviment, es va emetre el maig de 2016. Durant la dècada del 2010, la paraula «woke» (el participi passat col·loquial i expressat de forma passiva de wake) va obtenir el significat de «conscient políticament i socialment» entre els activistes del BLM.

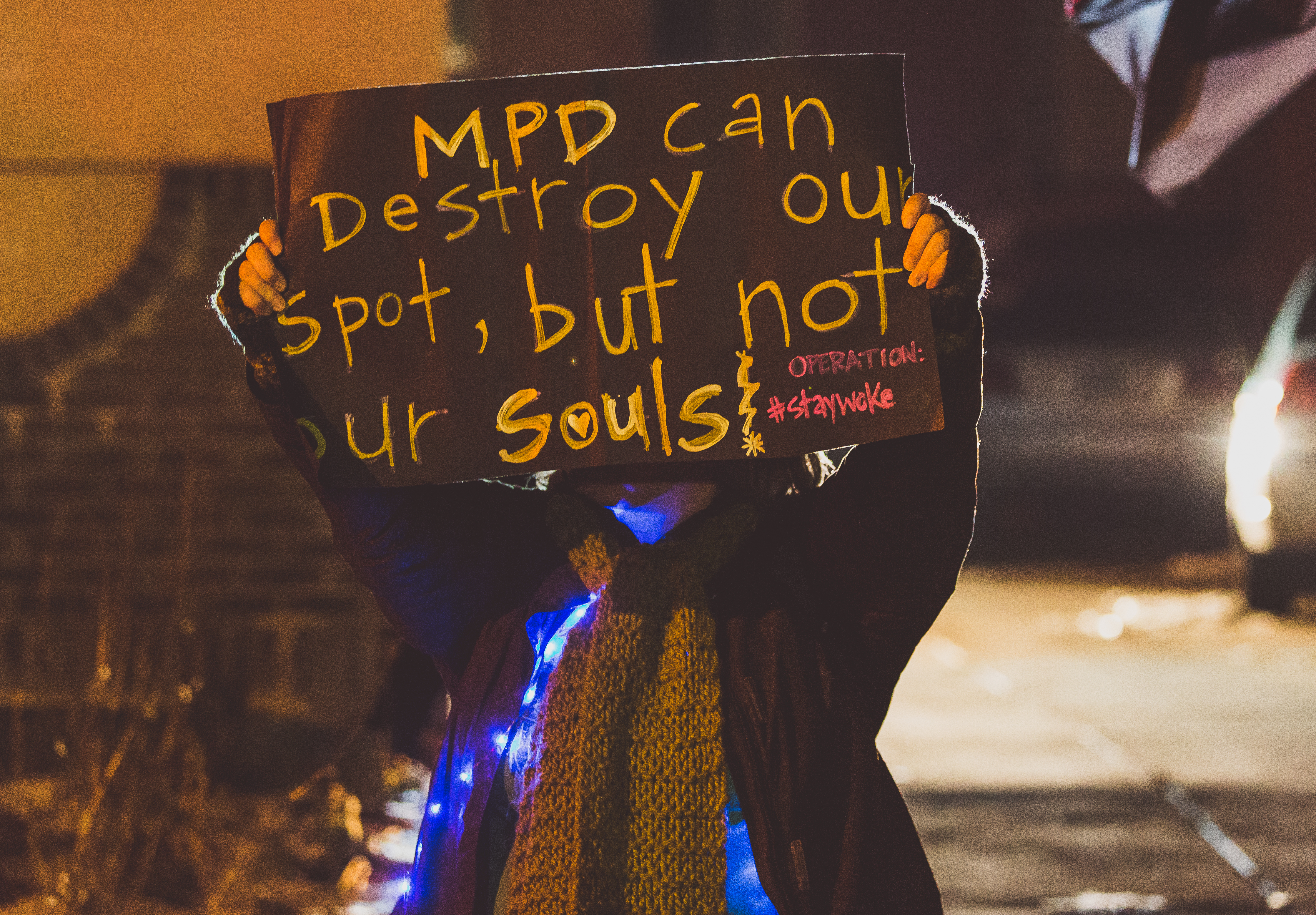
Etiqueta #StayWoke en un cartell durant una protesta el desembre de 2015 a Minneapolis
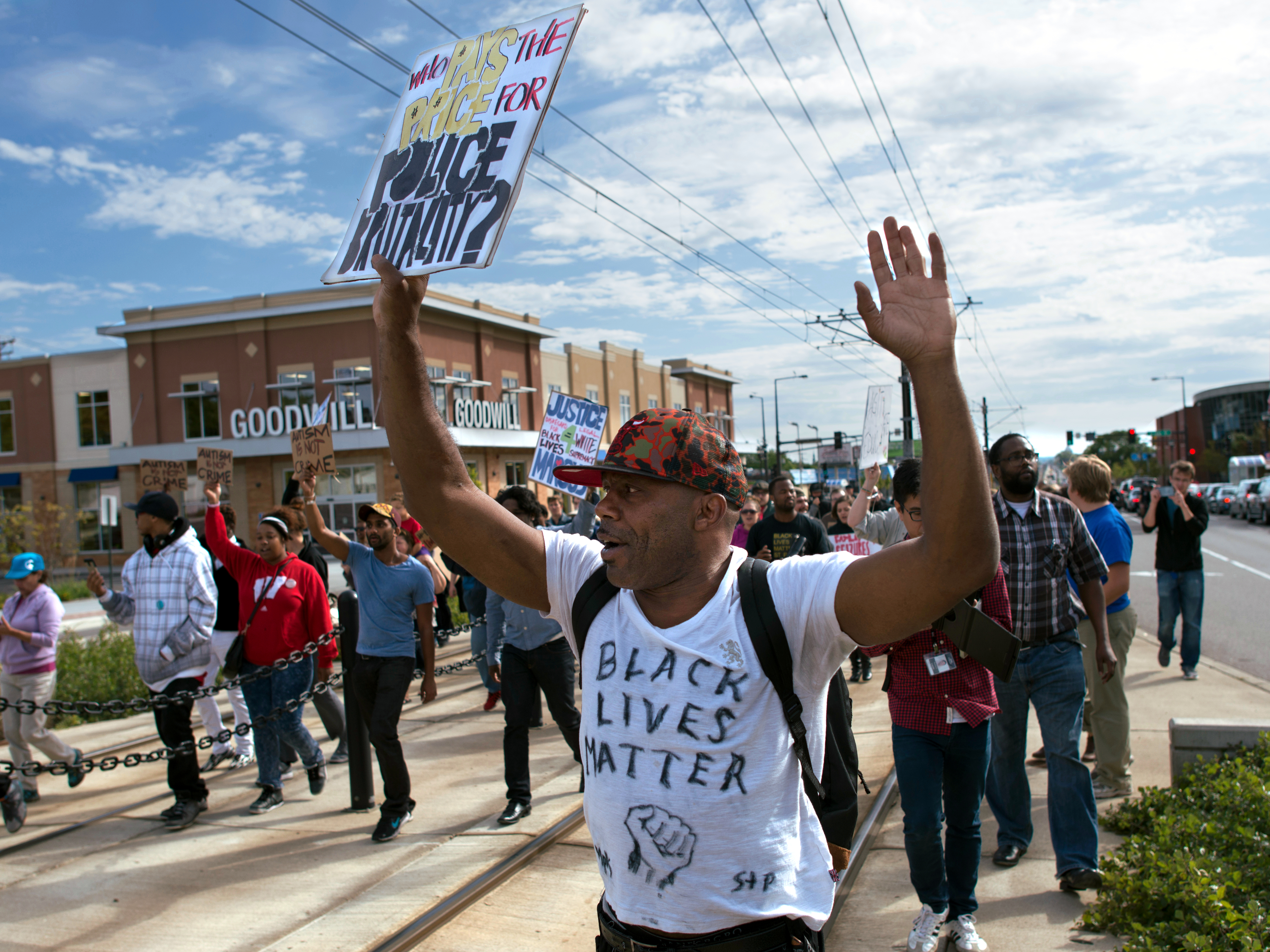
Una protesta del 2015 a St. Paul de partidaris de Black Lives Matter contra la brutalitat policial

### 2015-2019: Ampliació d'ús
Tot i que el terme «woke» inicialment corresponia a qüestions de prejudicis racials i discriminació que afectaven els afroamericans, va arribar a ser utilitzat per altres grups activistes amb diferents causes. Tot i que no hi ha una definició única del terme consensuada, es va associar principalment amb idees que impliquen identitat i raça i que són promogudes pels progressistes, com ara la noció de privilegi blanc o de reparacions per l'esclavitud als Estats Units d'Amèrica. Aja Romano de Vox escriu que «woke» va evolucionar cap a un «resum d'una sola paraula de la ideologia política d'esquerres, centrada en la política de justícia social i la teoria crítica de la raça». El columnista David Brooks va escriure el 2017 que «estar despert és ser radicalment conscient i justificadament paranoic. És ser conscient de la podridura que impregna les estructures de poder». La socióloga Marcyliena Morgan contrasta woke amb cool en el context de mantenir la dignitat davant la injustícia social: «Si bé cool està buit de significat i interpretació i no mostra cap consciència particular, woke és explícit i directe pel que fa a la injustícia, el racisme, el sexisme, etc...».

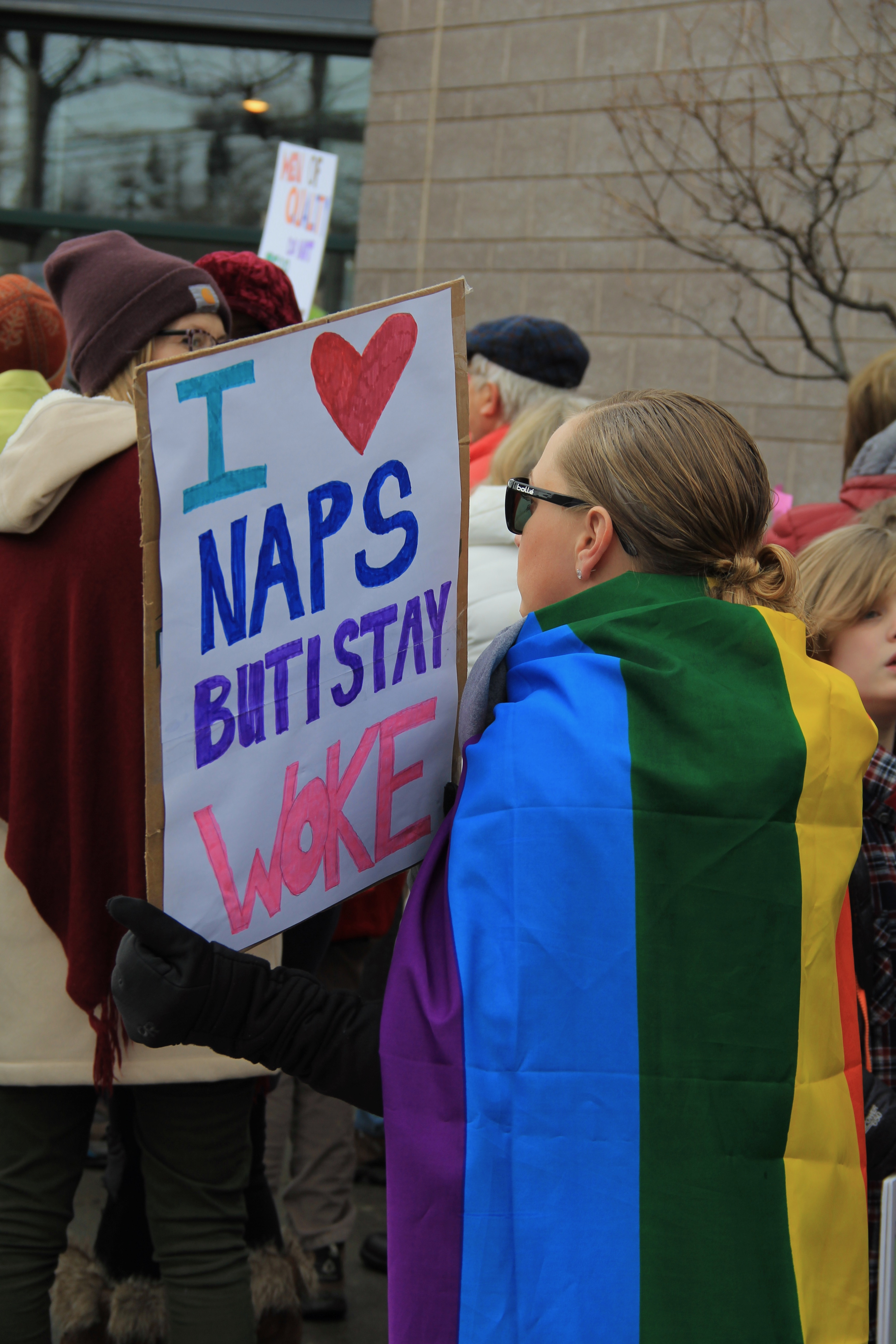
Manifestant en un esdeveniment de la Marxa de les Dones del 2018 a Missoula, Montana

El terme «woke» es va fer cada cop més comú a Black Twitter, la comunitat d'usuaris afroamericans de la plataforma de xarxes socials de X. André Brock, professor d'estudis digitals negres a l'Institut de Tecnologia de Geòrgia, va suggerir que el terme va resultar popular a Twitter per la seva brevetat (s'adaptava al límit de 140 caràcters de la plataforma). Segons Charles Pulliam-Moore, el terme va començar a passar a l'ús general d'Internet a principis del 2015. La frase «stay woke» es va convertir en un mem d'Internet, amb un augment de les cerques de «woke» a Google el 2015.
El terme ha guanyat popularitat enmig d'un creixent gir cap a l'esquerra sobre diversos temes entre l'esquerra estatunidenca; això ha estat en part una reacció a la política de la dreta del president dels Estats Units, Donald Trump, que va ser elegit el 2016, però també a una consciència creixent sobre l'abast de la discriminació històrica a què s'enfronten els afroamericans.
Segons Perry Bacon Jr., les idees que han arribat a associar-se amb el «despertar» inclouen: 
- un rebuig a l'excepcionalisme americà;
- la creença que els Estats Units d'Amèrica mai han estat una veritable democràcia;
- que les persones de color pateixen racisme sistèmic i institucional;
- que els americans blancs experimenten el privilegi blanc;
- que els afroamericans mereixen reparacions per l'esclavitud i la discriminació posterior a l'esclavitud;
- que les disparitats entre grups racials, per exemple en determinades professions o indústries, són una evidència automàtica de discriminació;
- que les agències d'aplicació de la llei dels Estats Units estan dissenyades per discriminar les persones de color i, per tant, haurien de ser anul·lades, dissoltes o reformades en gran manera;
- que les dones pateixen sexisme sistèmic;
- que les persones s'han de poder identificar amb qualsevol gènere o cap;
- que el capitalisme dels Estats Units d'Amèrica és profundament defectuós; i
- que l'elecció de D. Trump a la presidència no va ser una aberració sinó un reflex dels prejudicis sobre les persones de color que tenen bona part de la població dels Estats Units.[31]

Tot i que s'acceptaven cada cop més a gran part de l'esquerra estatunidenca, moltes d'aquestes idees no eren tanmateix impopulars entre la població dels Estats Units en conjunt i entre altres parts, especialment més centristes, parts del Partit Demòcrata.
El terme es va identificar cada cop més amb els mil·lenals i els membres de la Generació Z. El maig de 2016, MTV News va identificar que «woke» era una de les deu paraules que els adolescents «haurien de saber el 2016». L'American Dialect Society (ADS) la paraula «woke» va guanyar la votació per l'argot de l'any el 2017. El mateix any, el terme es va incloure com a entrada a l'Oxford English Dictionary. El 2019, el terme «woke» s'utilitzava cada cop més en un sentit irònic, tal com es reflecteix als llibres Woke del còmic Andrew Doyle (amb el seu nom de ploma Titania McGrath) i Anti-Woke del columnista Brendan O'Neill. El 2022, l'ús del terme s'havia estès més enllà dels Estats Units d'Amèrica, atraient les crítiques de figures polítiques de dreta a Europa.

### 2019-present: com a pejoratiu
El 2019, influenciats pel marxisme cultural, els opositors dels moviments socials progressistes utilitzaven sovint el terme de manera burlona o sarcàstica, implicant que «wokeness» era una forma poc sincera d'activisme performatiu.
El periodista britànic Steven Poole comenta que el terme s'utilitza per burlar-se del «liberalisme excessiu».
En aquest sentit pejoratiu, «woke» significa «seguir una ideologia intolerant i moralitzant».

#### Estats Units d'Amèrica

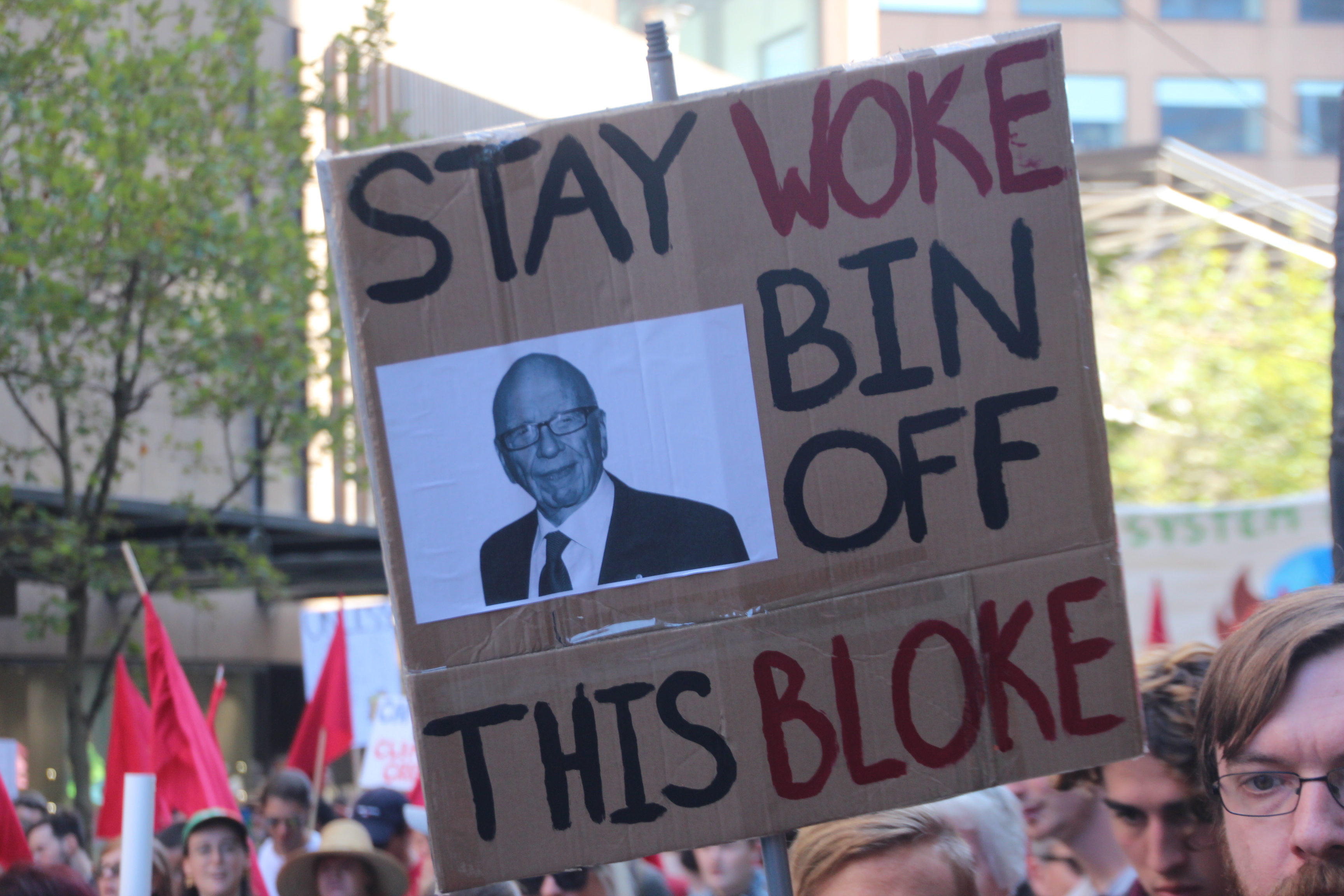
Cartell criticant el magnat dels mitjans de comunicació Rupert Murdoch en una protesta ecologista a Melbourne, Austràlia el 2020

Entre els conservadors estatunidencs i alguns centristes, «woke» ha arribat a ser utilitzat principalment com un insult. Els membres del Partit Republicà han fet servir cada cop més el terme per criticar els membres del Partit Demòcrata, mentre que els demòcrates més centristes l'utilitzen contra els membres més d'esquerres del seu propi partit; aquests crítics acusen els de la seva esquerra d'utilitzar la cultura de la cancel·lació per danyar les perspectives laborals d'aquells que no es consideren prou «desperts». Perry Bacon Jr. suggereix que aquesta «postura anti-despertar» està relacionada amb una promoció de llarga durada de la política de blacklash del Partit Republicà, on promou la «por blanca» i el «conservadorisme blanc» en resposta a l'activisme dels afroamericans, així com a les normes culturals canviants. Aquests crítics sovint creuen que moviments com Black Lives Matter exageren l'abast dels problemes socials.
Entre els usos dels republicans hi ha la Llei Stop WOKE, una llei que limita la discussió sobre el racisme a les escoles de Florida. Un programa d'eliminació de llibres d'autors LGBT i afroamericans de les escoles va ser dut a terme pel govern de Florida i per «vigilants» anomenats woke busters (destrossadors de desperts).
El lingüista i crític social John McWhorter argumenta que la història de «woke» és semblant a la del «políticament correcte», un altre terme utilitzat una vegada de manera autodescriptiva per l'esquerra que es va apropiar per la dreta com a insult, en un procés semblant al cicle de l'eufemisme.
Romano compara amb «cancel·lar» com a terme per a «la correcció ha desaparegut entre la dreta estatunidenca».
Atacar la idea de «despertar», juntament amb altres idees com ara la cancel·lació de la cultura i la teoria crítica de la raça, es va convertir en una gran part de l'estratègia electoral del Partit Republicà. L'expresident Donald Trump va declarar el 2021 que l'administració de Biden estava «destruint» el país «amb despertar», i el senador republicà de Missouri Josh Hawley va utilitzar el terme per promocionar el seu llibre dient que la «massa desperta» estava intentant suprimir-lo. Segons USA Today, el terme woke ha estat «adoptat pels activistes del Partit Republicà».
«Woke mind virus» (virus de la ment desperta) és un neologisme popular entre els comentaristes de centredreta i conservadors, especialment als Estats Units d'Amèrica. El terme s'utilitza per referir-se a qualsevol cosa que es percebi que està estretament relacionada amb la política d'esquerra, amb èmfasi en accions o idees que es creu que amenacen la llibertat d'expressió. El terme es va popularitzar per primera vegada el 2021 quan Elon Musk va començar a utilitzar-lo a X. El governador de Florida i antic candidat presidencial Ron DeSantis ha utilitzat sovint el terme.

#### Àsia
A l'Índia, els activistes Hindutva i els nacionalistes hindús utilitzen el terme com a pejoratiu per referir-se als crítics de la ideologia nacionalista hindú que són considerats «antihinduistes» per les organitzacions nacionalistes hindús com la Rastriya Swayamsevak Sangh.
El terme també és sinònim d'esquerres als titulars de les notícies i s'utilitza habitualment als cercles de les xarxes socials pels crítics del secularisme a l'Índia.

#### Canadà
El terme s'utilitza àmpliament al Canadà com als Estats Units d'Amèrica per descriure la política progressista. Durant un debat l'any 2023 sobre l'adopció del 2020 per part de la Law Society of Alberta d'una norma que feia obligatoris determinats cursos de formació de desenvolupament professional continu (CPD) sobre història indígena canadenca, un advocat del Centre de Justícia per a les Llibertats Constitucionals va escriure un article d'opinió argumentant que el per descomptat era una forma de «despertar».

#### França
El fenomen «le wokisme» (de vegades traduït per «wokeisme») també s'ha utilitzat en la política francesa, sobretot des de les eleccions presidencials franceses de 2022. Bona part de l'oposició a le wokisme el veu com una importació estatunidenca, incompatible amb els valors francesos. L'aleshores ministre d'Educació Jean-Michel Blanquer va establir un «think tank anti-woke» en oposició al que es percep com una exportació del món de parla anglesa. Segons el sociòleg i politòleg francès Alain Policar, el terme «woke» que va sorgir de les comunitats afroamericanes per descriure la consciència de les injustícies socials, ha estat utilitzat de manera pejorativa pels polítics francesos de l'antiga esquerra republicana, la dreta i l'extrema dreta per etiquetar individus involucrats en moviments antiracistes, feministes, LGBT i ecologistes. Aquest ús despectiu va donar lloc al substantiu «wokisme», suggerint un moviment polític homogeni que propagava una suposada «ideologia woke».
El filòsof francès Pierre-Henri Tavoillot caracteritza el «wokeisme» com un corpus de teories que giren al voltant de «la identitat, el gènere i la raça», amb el principi central de «revelar i condemnar formes ocultes de dominació», postulant que tots els aspectes de la societat poden ser reduït a una «dinàmica d'opressors i oprimits», amb aquells aliens a aquesta noció considerats «còmplices», mentre que els «desperts» (woke) advoquen per «l'abolició (cancel·lació) de qualsevol cosa percebuda per mantenir aquesta opressió», donant lloc a una pràctica d'implementacions com l'adopció del llenguatge inclusiu, la reconfiguració de l'educació o la desconstrucció de les normes de gènere.

#### Regne Unit
Al Regne Unit, el discurs «anti-woke» és impulsat principalment pels polítics del Partit Conservador i els mitjans de comunicació de la dreta. Els diaris conservadors com The Daily Telegraph i Daily Mail publiquen habitualment articles crítics amb allò que consideren «woke». The Mail on Sunday publica una «Llista woke» anual que critica les figures públiques per la percepció «d'ostentadors virtut». El canal de televisió de dreta GB News va ser proclamat en la seva fundació com a explícitament «anti-woke». El seu expresident Andrew Neil ha presentat un segment habitual al canal titulat «Wokewatch», que pretén ser una veu contraria als «guerrers woke».
Al Regne Unit, el terme també ha estat utilitzat com a pejoratiu per les figures conservadores. Durant el període previ a les eleccions generals de 2024, el governant Partit Conservador va atreure crítiques per intentar crear una guerra cultural basada en el concepte woke. Mentre promocionava el seu llibre The Abuse of Power l'any 2023, l'exprimera ministra conservadora Theresa May es va declarar woke, en el sentit «d'algú que reconeix que es produeix una discriminació».
En una enquesta de YouGov, el 73% dels britànics que van utilitzar el terme van dir que ho van fer de manera desaprovadora, i l'11% d'una manera aprovadora, i el 14% no l'utilitzava d'una manera aprovadora o desaprovadora. La columnista Zoe Williams escriu a The Guardian que el discurs públic sobre el ciclisme s'ha convertit en «el microcosmos perfecte de la divisió de woke en totes les seves formes», amb veus anticiclistes que representen els ciclistes com un «serrell boig».

#### Europa
A Hongria, el polític hongarès Balázs Orbán va afirmar que «nosaltres [Hongria] no renunciarem a lluitar contra la ideologia woke».
A Suïssa, polítics i partidaris del Partit Popular Suís de dretes van criticar el banc suís UBS per la «cultura woke».

#### Llatinoamèrica
Al Brasil, el terme «woke», va agafar força durant i després de les eleccions generals del Brasil de 2022 guanyades pel líder d'esquerra Luiz Inácio Lula da Silva amb els Bolsonaristas (partidaris de l'expresident de dretes Jair Bolsonaro) i parts del centredreta brasile acusant l'esquerra de «forçar l'agenda del despertar al Brasil» amb polítiques progressistes com ara impostos als youtubers, polítiques de diversitat, drets reproductius de les dones i patrullatges ideològics per part de l'esquerra brasilera, anomenats Lulistas.

#### Oceania
Durant la campanya electoral de les eleccions federals australianes de 2022, tant Scott Morrison (llavors primer ministre i líder de la Coalició Nacional-Liberal de centredreta) com Anthony Albanese (líder del Partit Laborista Australià de centreesquerra), van insistir que «no estaven desperts». Peter Dutton, líder de l'oposició i líder de la Coalició, també ha utilitzat el terme diverses vegades abans. Els membres de partits menors de la dreta, especialment One Nation de Pauline Hanson i United Australia Party, també utilitzen sovint el terme.
A Nova Zelanda, l'exviceprimer ministre i líder del partit Nova Zelanda Primer, Winston Peters, es va referir al govern liderat per Jacinda Ardern i el Partit Laborista de Nova Zelanda com una «indústria de la culpabilitat desperta». Aleshores, la líder de l'oposició Judith Collins també es va referir a Ardern com a «woke».

## Recepció i llegat
Els estudiosos Michael B. McCormack i Althea Legal-Miller afirmen que la frase «stay woke» es fa ressò de l'exhortació de Martin Luther King Jr. «a mantenir-se despert, adaptar-se a les noves idees, mantenir-se vigilant i afrontar el repte del canvi».
El març de 2021, la revista francesa Les Echos va enumerar «woke» entre les vuit paraules adoptades per la Generació Z que indiquen «un tournant sociétal» (un punt d'inflexió de la societat) a França.

### Crítiques
L'impacte del sentiment «woke» en la societat ha estat criticat des de diverses perspectives.
L'escriptora i activista Chloé Valdary ha afirmat que el concepte d'«estar despert» és una «espasa de doble tall» que pot «alertar la gent de la injustícia sistèmica» alhora que és «una visió agressiva i performativa de la política progressista que només empitjora les coses».
Els estudiosos de justícia social Tehama Lopez Bunyasi i Candis Watts Smith, al seu llibre de 2019 Stay Woke: A People's Guide to Making All Black Lives Matter, argumenten en contra del que anomenen «Woker-than-Thou-itis: esforçar-se per ser educat sobre els problemes de justícia social és lloable i moral, però esforçar-se per ser reconegut pels altres com un individu despert és egoista i equivocat».
L'assagista Maya Binyam, escrivint a The Awl, va ironitzar sobre un aparent concurs entre jugadors que «anomenen racisme quan apareix» o que menyspreen «la gent que s'està quedant enrere».
El lingüista Ben Zimmer escriu que, amb el significat en el corrent principal, «la base original del terme en la consciència política afroamericana ha estat enfosquida». The Economist afirma que a mesura que el terme es va utilitzar més per descriure les persones blanques actives a les xarxes socials, els activistes negres «criticaven el despertar performatiu per estar més preocupat per la puntuació d'Internet que per el canvi sistèmic».
La periodista Amanda Hess diu que les xarxes socials van accelerar l'apropiació cultural de la paraula, escrivint: «L'enigma està integrat. Quan els blancs aspiren a obtenir punts per a la consciència, entren directament en el punt de mira entre l'aliança i l'apropiació». Hess descriu «woke» com «l'invers de políticament correcte... Significa voler ser considerat correcte i voler que tothom sàpiga fins a quin punt ho estàs».
El 2018, el comentarista polític britànic Andrew Sullivan va descriure el «Great Awokening» (Gran Despertar), descrivint-lo com un «culte de la justícia social a l'esquerra, una religió els seguidors de la qual mostren el mateix zel que qualsevol evangèlic [cristià] nascut de nou» i que «castiga l'heretgia desterrant els pecadors de la societat o coaccionant-los a manifestacions públiques de vergonya».
El 2021, el cineasta i DJ britànic Don Letts va suggerir que «en un món tan despert no es pot fer broma», era difícil que els artistes joves fessin música de protesta sense ser acusats d'apropiació cultural.

## Woke-washingiwoke capitalism
A mitjans de la dècada del 2010, el llenguatge associat a «woke» havia entrat als mitjans de comunicació convencionals i s'estava utilitzant per al màrqueting. Abas Mirzaei, professor sènior a la Universitat Macquarie, diu que el terme «s'ha aplicat cínicament a tot, des de refrescos fins a navalles». El 2018, el periodista afroamericà Sam Sanders va argumentar que el significat autèntic de woke s'estava perdent a causa de l'ús excessiu dels liberals blancs i de la cooptació per part de les empreses que intentaven semblar progressistes (woke-washing), cosa que finalment crearia una reacció negativa.
El terme «woke capitalism» (capitalisme despert) va ser encunyat per l'escriptor Ross Douthat per a les marques que utilitzaven missatges políticament progressistes com a substitut d'una reforma genuïna. Segons The Economist, exemples de «woke capitalism» inclouen campanyes publicitàries dissenyades per atraure els mil·lennials, que sovint tenen opinions socialment més liberals que les generacions anteriors. Aquestes campanyes eren sovint percebudes pels clients com a poc sinceres i poc autèntiques, i van provocar una reacció que es resumia amb la frase «get woke, go broke» (desperta't, trenca't).
Els científics culturals Akane Kanai i Rosalind Gill descriuen el «woke capitalism» com la tendència «dràsticament intensificada» d'incloure grups històricament marginats (actualment principalment en termes de raça, gènere i religió) com animals de companyia a la publicitat amb un missatge d'empoderament per indicar valors progressistes. D'una banda, Kanai i Gill argumenten que això crea una idea individualitzada i despolititzada de justícia social, reduint-la a un augment de l'autoconfiança; d'altra banda, la visibilitat omnipresent en la publicitat també pot amplificar una reacció contra la igualtat precisament d'aquestes minories. Aquests es convertirien en les mascotes no només de les empreses que els utilitzen, sinó del sistema econòmic neoliberal indiscutible amb el seu mateix ordre socialment injust. Per als dèbils econòmicament, la igualtat d'aquestes minories esdevindria així indispensable per al manteniment d'aquest sistema econòmic; les minories serien considerades responsables de les pèrdues d'aquest sistema.